# USS LST-660
O USS LST-660 foi um navio de guerra norte-americano da classe LST que operou durante a Segunda Guerra Mundial.